# Алексей Бархан
Алексей Бархан — российский художник, работает в стилях стритарт, каллиграффити, трафаретарт.

## Биография
Алексей Бархан — художник из Санкт-Петербурга, известен благодаря созданию монументальных росписей, студийных произведениях на дорожных знаках и сотрудничеству с российскими и иностранными музыкантами. Увлекшись граффити в конце 90-х, в 2000-е одним из первых в Петербурге начал эксперименты с техниками стикера и трафарета. Начиная с этого момента использует в качестве логотипа образ льва, вдохновленный советской анимацией и движением растафари, наносит его на улицы в виде трафаретов, стикеров и постеров.
В 2000-е и 2010-е как художник-оформитель посотрудничал практически со всеми крупными музыкантами российской урбан-сцены. Создал дизайн сценографии для концерта Басты в ДС Ледовый в Санкт-Петербурге, дизайн обложек для гр. Каста, Смоки Мо, Oxxxymiron, Krec, ЮГ, Slim, ATL, Bad Balance, Sunsay и других.
Создал большое количество плакатов для западных звезд джангл и регги-музыки: Congo Natty, General Levy, Aphrodite, Soom T, Deadly Hunta и других.
В 2019-м был включен в список «30 российских уличных художников, которых нельзя пропустить» издания Urban roots.
В настоящее время создаёт студийные произведения на дорожных знаках и монументальные росписи, рассказывая собственную легенду на стыке культур и эпох, экспериментирует с формой и визуальным языком.
Участник многочисленных паблик-арт фестивалей от Калининграда до Сахалина.
В рамках фестивалей создает преимущественно крупные монументальные росписи, которые нетривиально взаимодействуют с пластикой здания (переходят с одной стены на другую, обыгрывают конструктивные особенности и тп).
Участник выставок в России и Великобритании, работы находятся в частных коллекциях и фонде Стрит-Арт хранения в Санкт-Петербурге.
Участник авторских коллабораций с крупными брендами: Nike, Samsung, Xiaomi, BMW, МТС и ФК Зенит.
Выступает как куратор выставочных проектов, в 2023-м году совместно с фестивалем «Морфология улиц» выступил куратором выставки«Обойдемся без стен», объеденившей 20 художников и https://xn--c1akajccoabr2bg8a8i.xn--p1ai/history со всей страны.
Лектор и автор образовательных программ в области графики и уличного искусства.

## Выставки и фестивали
2025
— Арт мир: пост-граффити коллективная выставка Нижегородская ярмарка, Нижний Новгород
2024
— Артефакты коллективная выставка Стрит-арт хранение, Санкт-Петербург
— Арт-квартал фестиваль Рязань
— Omsk you are awesome фестиваль Омск
— Взгляды фестиваль Южно-Сахалинск
— Культурные ценности коллективная выставка Зверевский центр, Москва
— New forms фестиваль Сириус, Сочи
— Куплю гараж коллективная выставка порт Севкабель, Санкт-Петербург
2023
— Dispard auction: на виртуальных улицах не наступает утро аукцион Санкт-Петербург
— Сокращая дистанцию: обойдемся без стен коллективная выставка куратор Тюмень
— Kaliningrart фестиваль Калининград
— Шум фестиваль Суперметалл, Москва
— Новый бестиарий коллективная выставка Зверевский центр, Москва
— Краткий справочник современной городской мифологии коллективная выставка Винзавод, Москва
2022
— Стенограффия фестиваль Екатеринбург
2021
— New new beginnings коллективная выставка 1.201asc, Санкт-Петербург
— Фотографировать со вспышкой персональная выставка Codered, Санкт-Петербург
— Coderedgallery коллективные выставки куратор Codered, Санкт-Петербург
— Искра урбан кэмп резиденция Нефтекамск, Башкирия
2020
— Карт-Бланш фестиваль Екатеринбург
— Street Morphology фестиваль Тюмень
2019
— Secret Walls Russia фестиваль дизайн-завод Flacon, Москва
— Encore фестиваль Культурный центр ЗИЛ, Москва
2018
— Lingwa Universala коллективная выставка порт Севкабель, Санкт-Петербург
— MustEd фестиваль сад Эрмитаж, Москва
2017
— Art of Reggae коллективная выставка Baltic Triangle, Liverpool, UK
— Пикник Афиши фестиваль площадка Secret Walls x re:store Коломенское, Москва
2016
— Urban Culture фестиваль куратор Музей стрит-арта, Санкт-Петербург
2013
— Prosmotr коллективная выставка Ткачи, Санкт-Петербург
— Кормушка коллективная выставка Летний сад, Санкт-Петербург
2011
— Чернила коллективная выставка Атом, Москва
2010
— Ding-Dong коллективная выставка Дом роста, Санкт-Петербург
— WhiteCapArt коллективная выставка Image Studio, Санкт-Петербург
2008
— Converse fashion beat коллективная выставка Гранд каньон, Санкт-Петербург
— More Fire персональная выставка Джамбала, Санкт-Петербург

## В массовой культуре
В 2000-е и 2010-е как художник-оформитель посотрудничал практически со всеми крупными музыкантами российской урбан-сцены. Создал дизайн сценографии для концерта Басты в ДС Ледовый в Санкт-Петербурге, дизайн обложек для гр. Каста, Смоки Мо, Oxxxymiron, Krec, ЮГ, Slim, ATL, Bad Balance, Sunsay и других.
Создал большое количество плакатов для западных звезд джангл и регги-музыки: Congo Natty, General Levy, Aphrodite, Soom T, Deadly Hunta и других.

## Пресса о Бархане
https://the-flow.ru/features/anketa-barhan
https://omskzdes.ru/society/86287.html
https://uralcult.ru/gerakl-mozaichnyy-oduvanchik-i-paren-s-rayona-raboty-festivalya-stenograffia-146726
https://www.ural.kp.ru/online/news/4848713/
https://the-flow.ru/foto/barhan-adidas-zoloto-80-h
https://xn----ctbj3abgdq8a8dg.xn--p1ai/barhan_alexey
https://momenty.org/city/16769
https://design-mate.ru/read/an-experience/how-street-art-is-developing-in-russia-today-view-of-artists
https://t-l.ru/288700.html
https://interesnoe.me/source-10641317/post-308417
https://smartik.ru/ekaterinburg/post/168869283
https://asobo-design.com/nex/column-44-5147.html
https://awdee.ru/alexey-barkhans-studio-works-on-road-signs/